# Бережниця (притока Дністра)
Бережни́ця (Березниця) — річка в Україні, в межах Калуського району Івано-Франківської області та Стрийського району Львівської області. Права притока Дністра (басейн Чорного моря).

## Опис
Довжина 59 км, площа басейну 169 км². Похил річки 5 м/км. Заплава у верхів'ї завширшки 50—80 м; у пониззі 200—500 м. Річище завширшки 3—6 м, максимально 18 м. Споруджені греблі, ставки; на окремих ділянках укріплено береги. Використовується на рибництво, водопостачання.

## Розташування
Бережниця бере початок в Українських Карпатах, між східними відрогами масиву Сколівські Бескиди, на північ від села Тисова. Тече переважно на північний схід, у пригирловій частині повертає на схід і південний схід. Впадає до Дністра на схід від села Млиниська.

## Притоки
- Дрошовський потік, Відерниця, Басівка (праві).

Над річкою: місто Моршин, смт Дашава і декілька сіл.

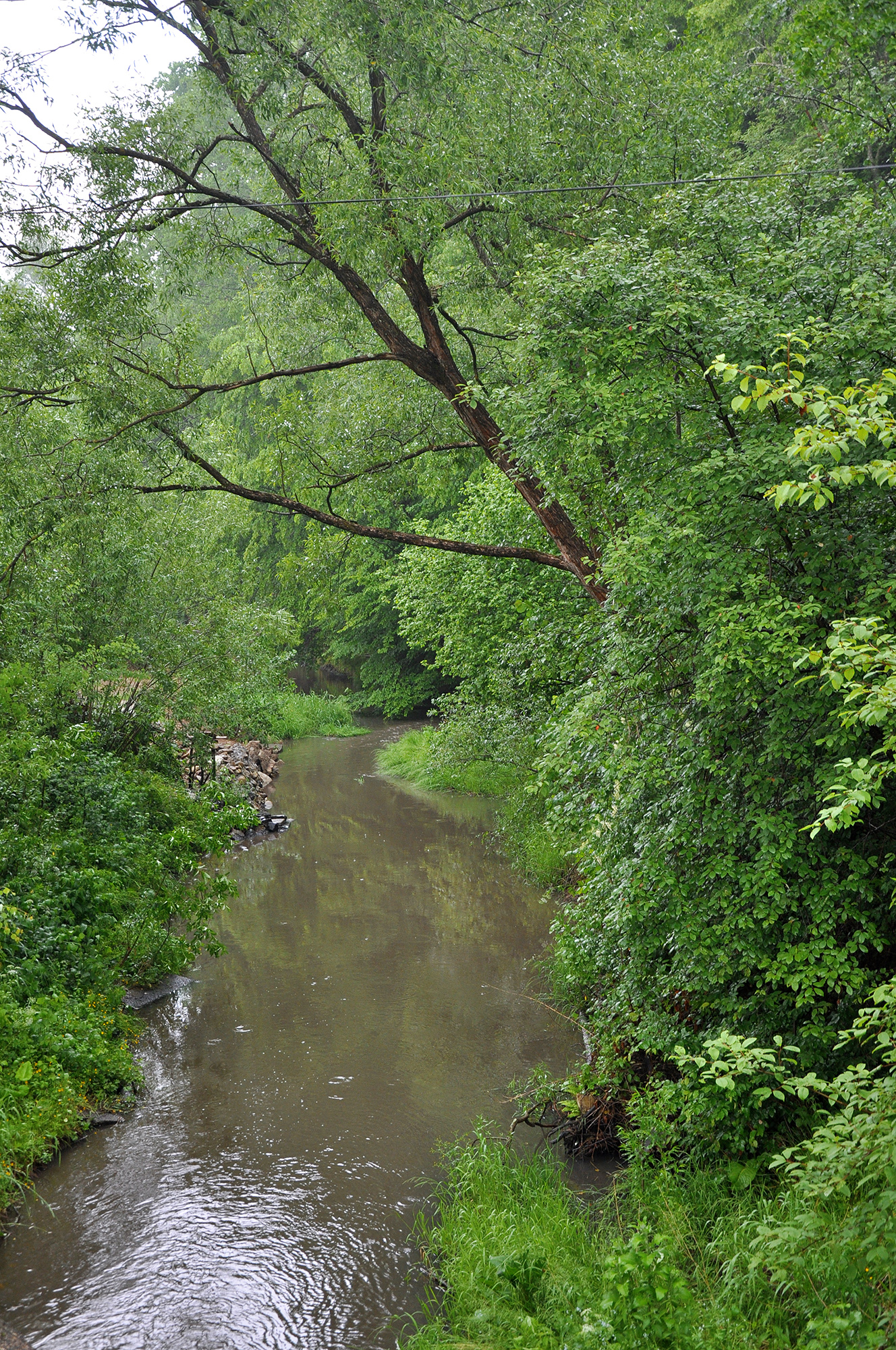
Річка Бережниця на околицях Моршина